# Penehupifo Pohamba
Penehupifo « Penny » Pohamba, née en 1948, est une éducatrice, une sage-femme et une femme politique namibienne. Elle a été également Première dame de la Namibie lorsque son mari, Hifikepunye Pohamba, est devenu président de Namibie, de 2005 à 2015. 

## Biographie

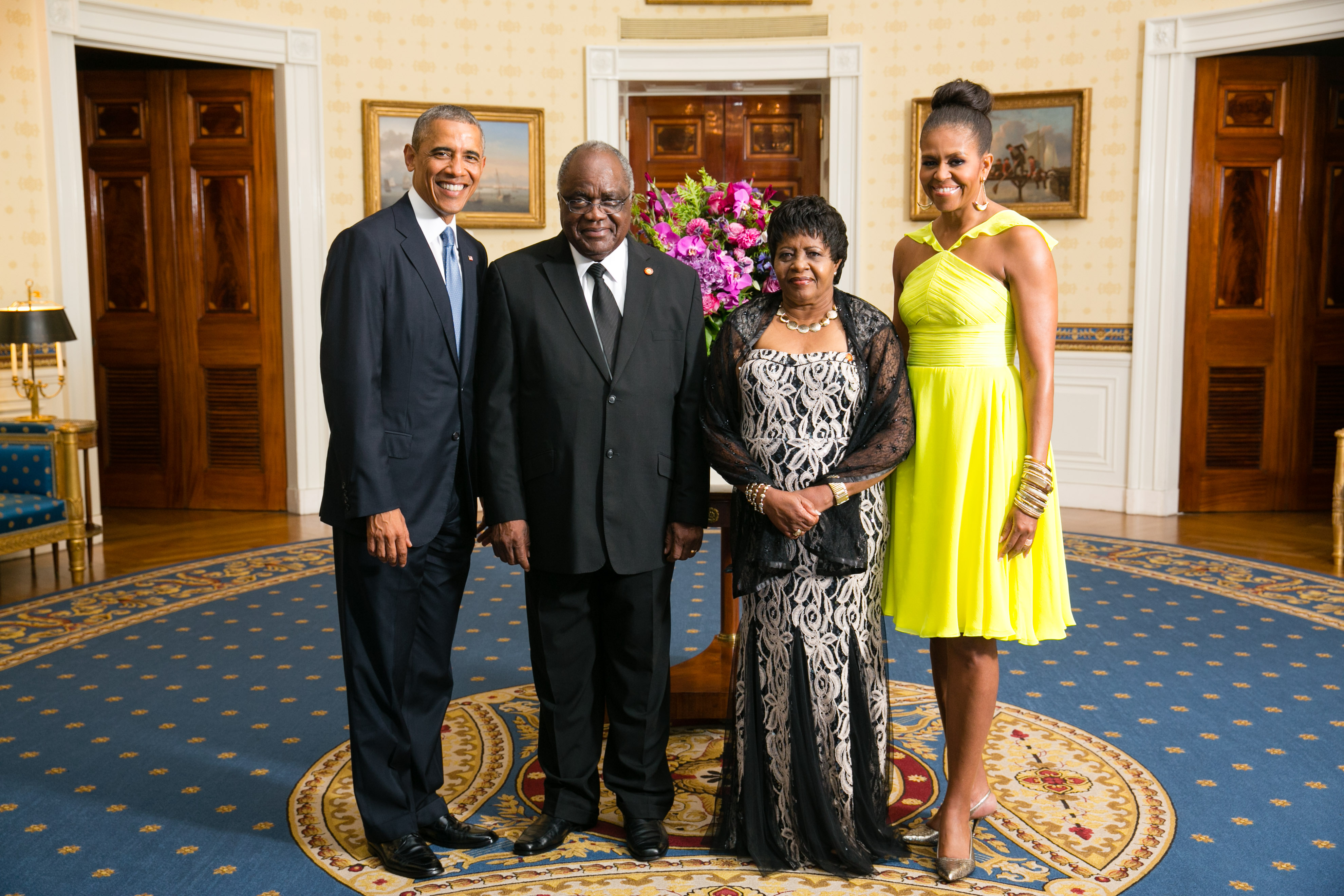
Le couple Pohamba avec le couple Obama, en 2014.

Elle est née le 16 juin 1948 à Okatale dans la région d'Ohangwena et la circonscription de Oshikango, à proximité de la frontière de l'Angola. Elle suit une formation primaire et secondaire à Odibo, un village au nord de la Namibie, à la frontière avec l'Angola. Elle devient enseignante à l'école diocésaine de St George à Windhoek. Elle devient également membre de la  SWAPO, un parti (reconnu dès 1973  par les Nations-Unies comme le « représentant unique et authentique du peuple namibien ») qui mène une guérilla contre les troupes d'Afrique du Sud (régime de l'apartheid à l'époque) occupant le territoire. Elle se marie à Malakias Shiluwa en 1971, et ils ont un fils, Waldheim. En 1974, elle quitte la Namibie pour l'Angola puis gagne la Zambie. Après quelques mois en Zambie, elle est envoyée en Tanzanie pour suivre une formation médicale. Elle reçoit également une formation militaire et travaille dans les camps où les réfugiés en provenance de la Namibie sont hébergés. Elle se rend ensuite en Jamaïque pour une période de trois ans, apprendre le métier de sage-femme. Son mari, Malakias, est tué dans l'explosion d'une mine terrestre alors qu'elle attend une  fille, Ndelitungapo. Elle revient en Angola pour pratiquer ses compétences médicales, au sein de son propre peuple.
En août 1982, elle est envoyée en Allemagne de l'Est pour une formation de sciences politiques destinée à des membres de la guérilla Namibienne, pour préparer le passage à l'indépendance. En 1983, elle retourne en Angola, où elle épouse Hifikepunye Pohamba. Ils ont plusieurs enfants, et elle exerce comme sage-femme et infirmière.
Le 21 mars 1990, la Namibie devient indépendante. La SWAPO est majoritaire et ses représentants dirigent  le pays. En mars 2005, son mari, Hifikepunye Pohamba, devient le deuxième président de la Namibie, succédant au « père de l'indépendance », Sam Nujoma. En tant que président, Hifikepunye Pohamba montre plus de  modestie que son prédécesseur, et n'est pas un adepte du culte de la personnalité. La société namibienne respire davantage. Il maintient une politique de cohésion et de réconciliation nationale même si la réforme agraire est prolongée, avec indemnisation des propriétaires blancs concernésIl est réélu pour un deuxième mandat en 2009.
En tant que première dame, Penehupifo Pohamba, a initialement quelques difficultés à définir son rôle. Elle continue à exercer gratuitement comme infirmière, quelques années, puis décide finalement de mettre sa position au service de thèmes qui lui tiennent à cœur,. En juillet 2006, Penehupifo Pohamba, est élue vice-présidente de la Communauté de développement d'Afrique australe (Southern African Development Community - SADC). En Namibie, elle plaide pour l'autonomie des femmes, se mobilise pour l'éradication de la violence contre ces femmes et les injustices à leur égard. Elle est aussi active dans le soutien à la santé maternelle et infantile, pour tenter d'infléchir des taux de mortalité encore forts dans les zones rurales du pays,, et dans la lutte contre le VIH/SIDA,. En mars 2016, le second mandat de son mari se termine, une échéance qu'ils respectent tous deux en se retirant de la vie publique.